# Leonardo Loredan (Bellini)
Leonardo Loredan ist ein Porträtgemälde des Dogen Leonardo Loredan von Giovanni Bellini von 1501 bis 1502. Es zeigt den Dogen in seiner Zeremonialtracht. Das Bild hängt heute in der National Gallery in London.

## Entstehung
Giovanni Bellini porträtierte Leonardo Loredan um 1501 bis 1502  aus Anlass der Übernahme des Dogenamtes, das er bis zu seinem Tod im Jahre 1521 bekleidete.

## Darstellung
Der Doge Loredan ist im Dreiviertelprofil im Stil offizieller venezianischer Porträts hinter einer Brüstung abgebildet. Er trägt die Dogenkappe, den Corno Ducale, eine steife Kappe in Form eines Horns über einer weißen leinenen Kappe und das Stehkragengewand des Dogen mit den auffallenden Knöpfen, den campanoni d’oro. Mithilfe der langsam trocknenden Ölfarben gelang es Giovanni Bellini die seidige Textur des kostbaren Damaststoffes im Gegensatz zu den gold- und silberdurchwirkten Partien abzubilden sowie die Schattierungen des Inkarnats.
Die festliche offizielle Staatstracht des Dogen war den höchsten Festen vorbehalten wie Darstellung oder Verkündigung des Herrn. Die Darstellung im Halbporträt ohne Arme erinnert an klassische Marmorbüsten der Kaiser auf einem Sockel, auf den die Brüstung (Parapet) hindeutet. Diese trägt auf einem gemalten Zettel, einem Cartellino, die Signatur IOANNES BELLINVS in latinisierter Form.
Wie bei diesem Bild bevorzugte Giovanni Bellini bei seinen Porträts einen hellen Hintergrund, den Streulichteffekt und den ungerichteten Blick zur Seite. Kennzeichnend für die Malweise Giovanni Bellinis und seines Bruders Gentile ist die psychologische Unnahbarkeit seiner Porträts bei gleichzeitiger Lebendigkeit gegenüber dem Betrachter.